# Psicologia da reabilitação
Psicologia da Reabilitação é uma prática realizada por psicólogos que atuam, através da psicoterapia, em pacientes que sofreram traumas psicológicos e/ou cognitivos a partir de alguma deficiência física ou neurológica adquirida. O atendimento tem como objetivo ajudar o paciente a se reintegrar socialmente e emocionalmente, trabalhando na sua compreensão e buscando meios de enfrentar a situação. 
A reabilitação busca o restabelecimento do indivíduo na sua rotina anterior à doença. Dessa forma, o objetivo principal é capacitar as pessoas para que elas alcancem o funcionamento esperado quanto a autonomia na interação com o seu ambiente e autogestão, independente da sua condição. Partindo da perspectiva da Análise do Comportamento, a reabilitação é um processo de reeducação do desempenho das atividades do dia a dia e o aprendizado de novas habilidades por meio do controle de estímulos verbais e treino de habilidades sensório-motoras. 

## Doenças Neurológicas
As doenças do Sistema Nervoso Central  são uma das maiores ameaças à saúde pública e as que causam maior prejuízo na capacidade do indivíduo em interagir e modificar o seu meio. As que mais se destacam são: demências, cefaléias, distúrbios do movimento, esclerose múltipla, AVC, infecções encefálicas, traumatismo crânio-encefálico e epilepsias.
Nas doenças neurológicas adquiridas, diferentes partes do cérebro e consequentemente comportamentos podem ser afetados, podendo interferir na visão, na audição, na percepção do próprio corpo ou no ambiente em sua volta, no funcionamento orgânico e também no equilíbrio. Além disso, pode haver prejuízo na resolução de problemas ou respostas aos estímulos.
Um programa de reabilitação neurológica parte de uma atuação multidisciplinar, sendo exercida por diferentes profissionais como: médico fisiatra, fisioterapeuta, terapeuta ocupacional, fonoaudiólogo, técnico de órtese, enfermeiro, assistente social e psicólogo.

### Sequelas
As doenças neurológicas podem comprometer diversas capacidades, como por exemplo o funcionamento físico -relacionado a capacidade motora-, o funcionamento cognitivo -relacionado a problemas do cotidiano, como não conseguir lembrar de compromissos-, o controle do comportamento social -relacionado a comportamento disruptivo, como reagia a agressividade- e deficiência da da comunicação, ou seja, coprometimento na fala.

## Tratamento
No caso do tratamento terapêutico, o psicólogo identifica os aspectos das funções cognitivas e afetivo emocionais, incluindo a qualidade de vida do paciente, observando características da sua personalidade e o seu comportamento. Para isso, podem ser executados testes que avaliam diferentes áreas do raciocínio (atenção, memória, velocidade do pensamento). A partir daí ficará claro quais áreas precisam ser trabalhadas, sendo também reforçadas as capacidades que não foram perdidas e os pontos fortes de cada paciente, que serão muito bem aproveitados. Dessa maneira, poderão ser estabelecidas metas alcançáveis entre cliente, sua família e o terapeuta, com foco na deficiência e seus impactos.
O tratamento pode ser realizado em domicílio, hospitais, residências terapêuticas, clínicas, entre outros.